# Lentilly

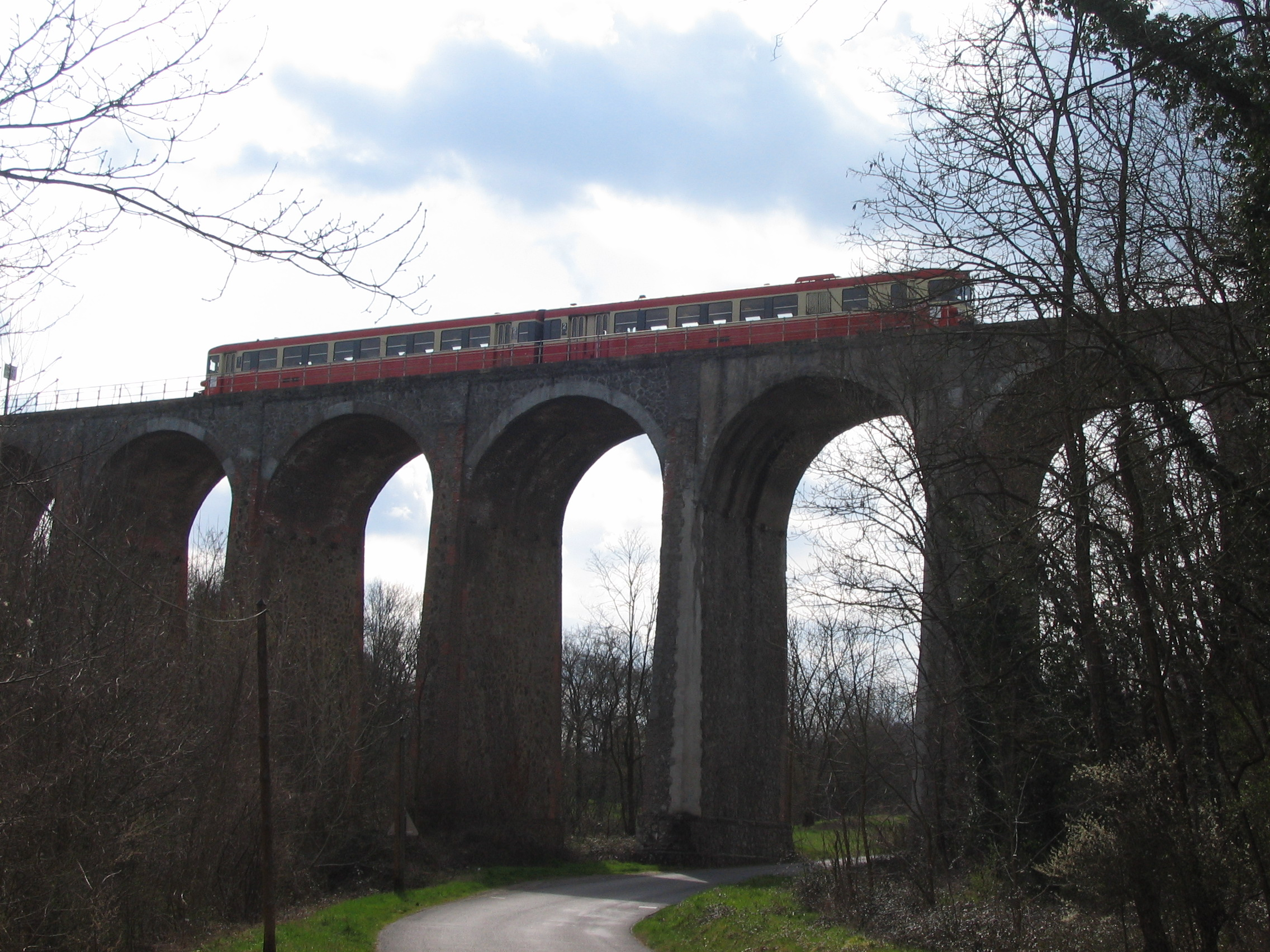
Wiadukt kolejowy w Lentilly, 2007

Lentilly – miejscowość i gmina we Francji, w regionie Owernia-Rodan-Alpy, w departamencie Rodan.
Według danych na rok 1990 gminę zamieszkiwało 3819 osób, a gęstość zaludnienia wynosiła 208 osób/km² (wśród 2880 gmin regionu Rodan-Alpy Lentilly plasuje się na 231. miejscu pod względem liczby ludności, natomiast pod względem powierzchni na miejscu 575.).